# Major Lance

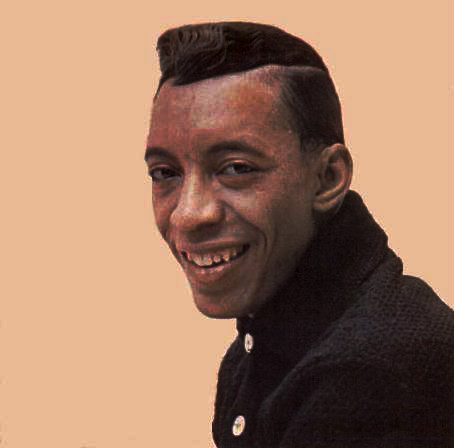
Major Lance (1965)

Major Lance (* 4. April 1939 in Chicago; † 3. September 1994 in Decatur) war ein amerikanischer R&B-Sänger.

## Leben
Major Lance, der in früher Jugend Boxer werden wollte, schloss sich in den späten 1950er Jahren einer Gospel-Gruppe namens The Five Harmonairs an. Die Gruppe löste sich 1959 auf und Lance bekam durch Vermittlung eines Discjockeys einen Plattenvertrag. Er nahm einige Platten auf und konnte 1963 mit dem Song The Monkey Time Platz 8 der US-Charts erreichen. Es folgten noch Platzierungen mit Hey Little Girl (1963: Platz 13), Um, um, um, um, um, um (1964: Platz 5) und The matador (1964: Platz 20). Ab 1971 wechselte er mehrfach das Plattenlabel und konnte einige Erfolge verzeichnen.
Im Jahr 1972 zog er nach England und spielte in diversen Tanzclubs. Nach seiner Rückkehr nach Atlanta im Jahr 1974 veröffentlichte Lane eine Discoversion von Um, um, um, um, um, um und hatte noch einige kleine Erfolge. Im Jahr 1978 wurde Major Lance wegen des Handels mit Kokain zu vier Jahren Gefängnis verurteilt. Nach seiner Entlassung spielte er in Carolina, musste jedoch aufgrund eines Herzinfarktes 1987 sein Comeback aufgeben. Im Jahr 1994 gab Lance beim Chicago Blues Festival einen letzten Auftritt; er starb am 3. September 1994 an Herzversagen. Lance hinterließ eine Ehefrau und neun Kinder. Er ist der Vater der US-amerikanischen Politikerin Keisha Lance Bottoms.

## Diskografie

### Alben
| Jahr | Titel                                            | Höchstplatzierung, Gesamtwochen, AuszeichnungChartsChartplatzierungen (Jahr, Titel, Platzierungen, Wochen, Auszeichnungen, Anmerkungen) | Anmerkungen |
| Jahr | Titel                                            | US | Anmerkungen |
| ---- | ------------------------------------------------ | --- | ----------- |
| 1963 | The Monkey Time                                  | US113 (3 Wo.)US |             |
| 1964 | Um, Um, Um, Um, Um, Um – The Best Of Major Lance | US100 (9 Wo.)US |             |
| 1965 | Major’s Greatest Hits                            | US109 (6 Wo.)US |             |

Weitere Alben
- 1973: Major Lance’s Greatest Hits: Recorded Live At The Torch
- 1978: Now Arriving
- 1982: Live At Hinckley
- 1983: The Major’s Back

### Singles
| Jahr | Titel Album                                                             | Höchstplatzierung, Gesamtwochen, AuszeichnungChartplatzierungen (Jahr, Titel, Album, Platzierungen, Wochen, Auszeichnungen, Anmerkungen) | Höchstplatzierung, Gesamtwochen, AuszeichnungChartplatzierungen (Jahr, Titel, Album, Platzierungen, Wochen, Auszeichnungen, Anmerkungen) | Höchstplatzierung, Gesamtwochen, AuszeichnungChartplatzierungen (Jahr, Titel, Album, Platzierungen, Wochen, Auszeichnungen, Anmerkungen) | Anmerkungen       |
| Jahr | Titel Album                                                             | UK | US | R&B | Anmerkungen       |
| ---- | ----------------------------------------------------------------------- | --- | --- | --- | ----------------- |
| 1963 | The Monkey Time                                                         | — | US8 (15 Wo.)US | R&B2 (15 Wo.)R&B |                   |
| 1963 | Hey Little Girl Um, Um, Um, Um, Um, Um – The Best Of Major Lance        | — | US13 (10 Wo.)US | R&B12 (8 Wo.)R&B |                   |
| 1964 | Um, Um, Um, Um, Um, Um Um, Um, Um, Um, Um, Um – The Best Of Major Lance | UK40 (2 Wo.)UK | US5 (11 Wo.)US | R&B1 (22 Wo.)R&B |                   |
| 1964 | The Matador Major’s Greatest Hits                                       | — | US20 (8 Wo.)US | R&B4 (12 Wo.)R&B |                   |
| 1964 | Girls Major’s Greatest Hits                                             | — | US68 (6 Wo.)US | R&B25 (8 Wo.)R&B |                   |
| 1964 | It Ain’t No Use Major’s Greatest Hits                                   | — | — | R&B33 (2 Wo.)R&B | B-Seite von Girls |
| 1964 | Rhythm Major’s Greatest Hits                                            | — | US24 (10 Wo.)US | R&B3 (16 Wo.)R&B |                   |
| 1965 | Sometimes I Wonder Major’s Greatest Hits                                | — | US64 (8 Wo.)US | R&B13 (10 Wo.)R&B |                   |
| 1965 | Come See Major’s Greatest Hits                                          | — | US40 (7 Wo.)US | R&B20 (10 Wo.)R&B |                   |
| 1965 | Ain’t It A Shame Major’s Greatest Hits                                  | — | US91 (3 Wo.)US | R&B20 (6 Wo.)R&B |                   |
| 1965 | Too Hot To Hold –                                                       | — | US93 (3 Wo.)US | R&B32 (4 Wo.)R&B |                   |
| 1966 | It’s The Beat –                                                         | — | — | R&B37 (5 Wo.)R&B |                   |
| 1968 | Without A Doubt –                                                       | — | — | R&B49 (2 Wo.)R&B |                   |
| 1969 | Follow The Leader –                                                     | — | — | R&B28 (8 Wo.)R&B |                   |
| 1970 | Stay Away From Me (I Love You Too Much) –                               | — | US67 (7 Wo.)US | R&B13 (13 Wo.)R&B |                   |
| 1970 | Must Be Love Coming Down –                                              | — | — | R&B31 (6 Wo.)R&B |                   |
| 1975 | You’re Everything I Need –                                              | — | — | R&B50 (11 Wo.)R&B |                   |

Weitere Singles
- 1959: I’ve Got A Girl
- 1962: Delilah
- 1964: Think Nothing About It
- 1965: Everybody Loves A Good Time
- 1966: Investigate
- 1967: Ain’t No Soul (In These Old Shoes)
- 1967: You Don’t Want Me No More
- 1968: Do The Tighten Up
- 1969: Sweeter As The Days Go By
- 1971: Girl Come On Home
- 1971: I Wanna Make Up (Before We Break Up)
- 1972: Ain’t No Sweat
- 1975: I’ve Got A Right To Cry
- 1977: Come On, Have Yourself A Good Time
- 1978: I Never Thought I’d Be Losing You
- 1982: I Wanna Go Home
- 1982: Are You Leaving Me